# Wessexcultuur
De Wessexcultuur is de naam van een dominante en aristocratische cultuur in het zuiden van Engeland tijdens de bronstijd, welke in hetzelfde gebied de trechterbekercultuur opvolgde. 
De cultuur is gerelateerd aan de Hilversumcultuur van Midden-Nederland, België en Noord-Frankrijk, en de Úněticecultuur van Midden-Europa. Er waren banden met de megalithische cultuur van Bretagne en de klokbekercultuur van het Midden-Rijnland. 
De voorafgaande trechterbekercultuur had het gebruik van metaal in de Britse eilanden geïntroduceerd. Ze bezaten paarden, gebruikten wagens en bewerkten koper. Zij begroeven hun doden in afzonderlijke graven. Er is betoogd dat de Wessexcultuur door nieuwe immigranten gebracht werd, die de plaatselijke trechterbekercultuur beïnvloedden en nieuwe ideeën brachten.
De cultuur wordt opgevolgd door de Atlantische bronstijd.

## Cultuur
De Wessexcultuur was actief in de eerste helft van het 3e millennium v.Chr. Kennis van de cultuur verkreeg men uit hun begrafenisgewoonten, er zijn geen archeologische bewijzen van nederzettingen gevonden. De Wessexmensen begroeven hun doden met rijke grafgiften (zoals aangetroffen in de Bush Barrow). In het begin werden ze begraven in grafheuvels, maar later ging men over op crematie en bijzetting in aardewerk urnen. Brons, met een tingehalte tot 17%, werd op grote schaal gebruikt. Het tin werd gewonnen in Cornwall.
De Wessexcultuur lijkt verreikende handelsbetrekkingen met de rest van Europa te hebben gehad. Men importeerde barnsteen uit de Oostzee, sieraden uit het huidige Duitsland, goud uit Bretagne en dolken en kralen uit het Myceense Griekenland. 
De rijkdom van deze handel maakte het hen mogelijk om de tweede en derde (megalithische) fasen van Stonehenge op te bouwen. Men voerde diverse indrukwekkende grondwerken uit, waaronder Silbury Hill, de grootste kunstmatige heuvel in prehistorisch Europa. In de buurt bevindt zich ook de Avebury Henge, het grootst bekende henge-monument. 

### Taal
De mensen van de Wessexcultuur spraken waarschijnlijk een verder onbekende Indo-Europese taal, welke later in de IJzertijd door Keltische talen werd overheerst.

## Periodes
De Wessexcultuur wordt vaak onderverdeeld in twee periodes:
- Wessex I (ongeveer 2650 voor Christus - 2000 voor Christus) samengaand met een significante verbouwing van Stonehenge.
- Wessex II (ongeveer 1650 voor Christus - 1400 voor Christus) samengaand met crematie en uitgebreide handel met het buitenland (Egypte, Mycene en Kreta).